# 蘇惠娟
苏惠娟（1964年4月3日—），天津人，前中國女排隊二传手，以心理素質好，臨場發揮穩定見稱，擅長攔網、扣球，是中国女排20世纪80年代五連冠時的選手。退役赴瑞士俱樂部打球，加入瑞士國籍。

## 主要成绩
- 1984年夏季奧林匹克運動會排球比賽冠军